# インディア・トゥデイ
インディア・トゥデイ（India Today）は、インドのリビング・メディア（インディア・トゥデイ・グループ）が刊行する英語の週刊誌。同国で最も流通している雑誌であり、購読者は800万人近く存在する。本社はウッタル・プラデーシュ州ノイダにある。

## 歴史
1975年にトンプソン・プレスの所有者ヴィディヤー・ヴィラス・プリーによって創刊され、娘マドゥ・トレハンが編集長、息子アルーン・プリーがパブリッシャーとなった。インディア・トゥデイは英語の他にヒンディー語、カンナダ語、タミル語、マラヤーラム語、テルグ語でも刊行されている。
2014年に新たなオンラインサイト「DailyO」を開設しており、2015年5月22日にはインディア・トゥデイ・ニュースチャンネルが開設された。
2017年10月、アルーン・プリーはインディア・トゥデイ・グループの経営権を娘カッリー・プリーに譲渡した。